# Arbués
Arbués és una localitat que forma part del municipi de Ballo, en la Jacetània, Aragó.
Es troba a 768 metres d'altitud, entre l'oest de la serra de San Juan de la Peña i el paisatge obert de la Canal de Berdún. Està integrada al parc natural deSan Juan de la Peña que integra dotze poblacions que destaquen per les esglésies, ermites o castells que hi ha als seus termes.
Va pertànyer al municipi d'Alastuey, fins que a mitjan segle XIX es va constituir com a capçalera municipal de diverses poblacions veïnes. Des del 1967 forma part del municipi de Ballo. El 2004 tenia 12 habitants, per 357 el 1900.

## Història
La primera referència escrita fidedigna es remunta a 1004, quan el noble Aznar Fortuñones va donar al monestir de Sant Joan de la Penya les seues possessions en “Arbuassi“ (Arbués). Anys més tard, en 1046, Raimiro I d'Aragó i la seua muller Ermisenda van donar també al monestir de Sant Joan de la Penya dos casals amb les seues propietats en “Arbuas” (Arbués). Tres anys més tard el mateix monarca va donar al monestir de Sant Joan la vila d'Arbúes juntament amb l'església de Ballo.
L'abat del monestir proper de San Salvador de Pueyo, Galindo de Arbués, nascut en la localitat, va ser mestre de lletres en la joventut d'Alfons I el Bataller.

## Patrimoni arquitectònic

### Església deSant Pere Apòstol
L'església de Sant Pere Apòstol es va construir a principis del segle XII, en estil romànic influenciat per la catedral de Jaca. Tenia una nau de planta rectangular, marcada per arcs torals i rematada per un absis semicircular orientat a l'est, com era habitual. La construcció romànica es va dur a terme amb carreus ben tallats i ajustats, en els quals es conserven les marques de picapedrers que assenyalaven el seu treball amb lletres i signes.

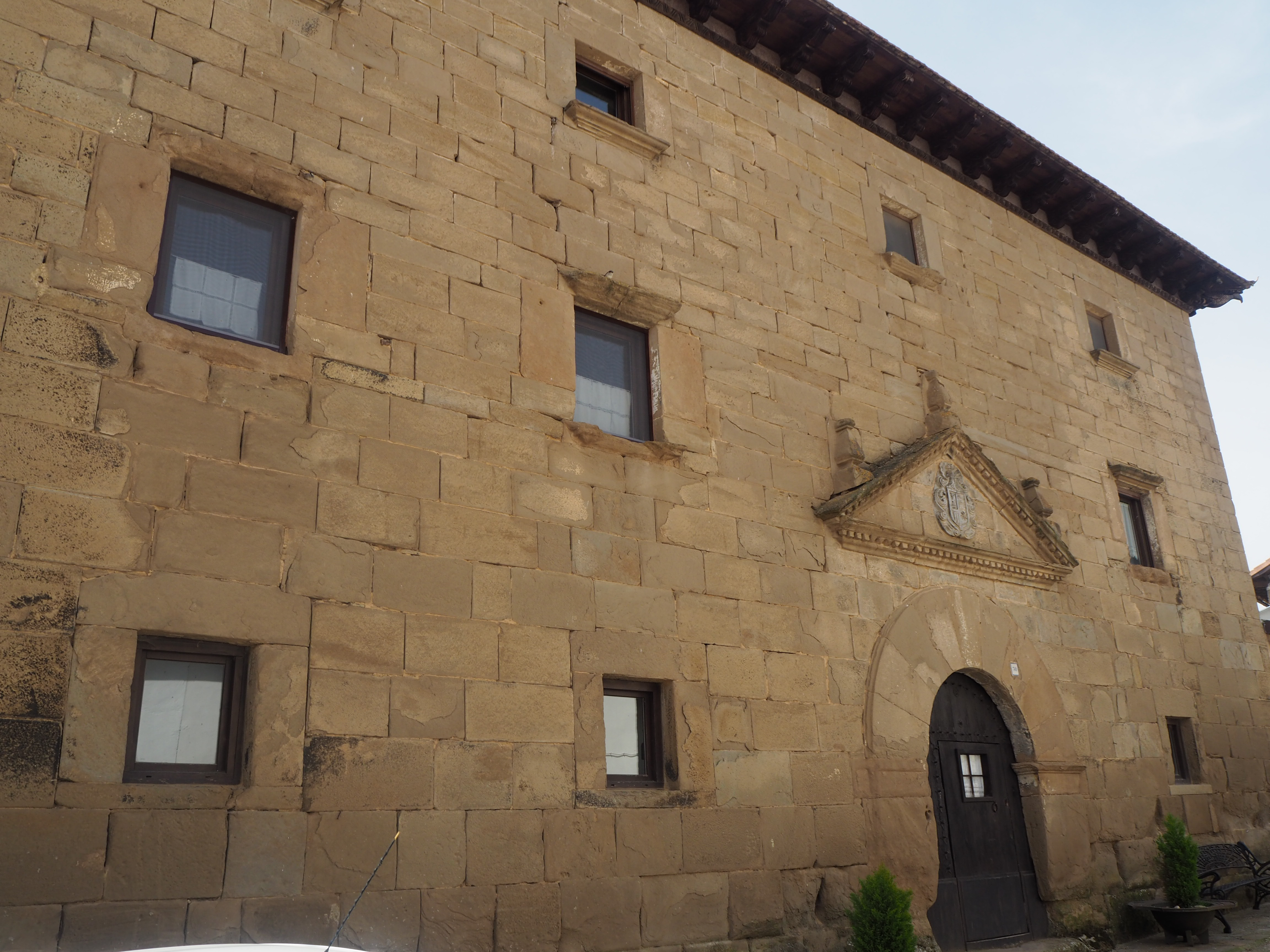
Casa Anaya

A l'interior les naus, que tenen tres trams, estan definides per arcs torals i cobertes per volta de canó. En l'exterior la coberta és a dos aigües i, en una obra recent, la llosa primitiva ha estat substituïda per teules de fibrociment, un material inadequat per a un edifici d'aquest significat històric i artístic.
També al segle XVII es va construir la sagristia, adossada al costat de l'evangeli; com les naus de temple, té volta de canó.
La torre es va edificar a la fi del segle xix i per a això es va derrocar l'absis romànic. És d'un sol cos i el material és maçoneria encara que en alguns paraments apareix carreu de qualitat.
En el mur nord, construït al segle xvii, es troba en carreu en el qual s'ha tallat un baix relleu al que se li ha donat el nom de el togado. Ha estat relacionat amb l'escultura visigoda-mossàrab, atès que no té relació estilística amb l'escultura de la portada; per la seva banda, García Omedes estima que pot tractar-se d'una prova d'escultura.

### Casa Anaya
Construïda al segle xvi, d'estil renaixentista, va pertànyer a la família homònima, l'escut del qual llueix en la façana. És un edifici exempt, de tres pisos, planta rectangular, coberta a quatre aigües, recentment refeta amb teula, i ràfec de l'època amb àguiles en les cantonades.